# Чиста криничка
Чи́ста крини́чка — гідрологічна пам'ятка природи місцевого значення в Україні. Розташована в Деражнянській міській громаді Хмельницького району Хмельницької області, поблизу села Слобідка-Шелехівська. 
Площа 6,9 га. Охоронний режим встановлено 1991 року.

## Опис пам'ятки
Пам'ятка розташована в урочищі «Криничка». Охоронна зона охоплює джерело й прилегле болото, що розташовані в улоговині підковоподібної форми, серед сільськогосподарських угідь. Джерело обгороджене, обкладене плитами. Є альтанка. За добу витікає близько 9 м³ води, яка, за народними легендами, вважається цілющою. 
До джерела прилягає болото, що становить з ним один гідрологічний комплекс: переважно очеретяне із заростями верби (верба попеляста, тритичинкова, прутовидна, ламка). Ділянка, що прилягає до джерела,— осокова, має характерну флору з типовими болотними рослинами: осокою омською та зближеною, плакуном верболистим, м'ятою довголистою, вербозіллям звичайним тощо. Виявлені цінні лікарські рослини: валеріана висока, золототисячник звичайний,  живокост лікарський. На болоті також є джерела. 
Фауна болота досить багата. Більшість птахів урочища характерні для боліт та деревно-чагарникової рослинності. Серед болотних видів: очеретяний лунь, ставкова, чагарникова та лучна очеретянка, солов'їна кобилочка, очеретяна вівсянка та деркач. Серед деревно-чагарникових: сорокопуд-жулан, коноплянка, садова славка, звичайна вівсянка. Над болотом живляться сільські ластівки, а в траві по його межі і на схилах балки — польові жайворонки,  сірі куріпки та перепілки. На території пам'ятки бувають фазани, сороки, щиглики, зеленяки, дрозди чикотні, припутні, польові горобці. 
Серед ссавців багато гризунів. Водяна полівка селиться в обводненій частині болота, сіра полівка — на верхній частині схилів та прилеглій території. На схилах багато кротовин. Є сліди кабана дикого, лисиці та ласки. Серед земноводних — трав'яна  та гостроморда жаба і квакша. 
Значення джерела зростає у посушливі періоди та під час сезонних міграцій птахів. Пам'ятка природи є осередком збереження біологічного і ландшафтного різноманіття. 
Під час релігійних свят, зокрема на Святого Іллі, джерело є місцем масового відвідування. 

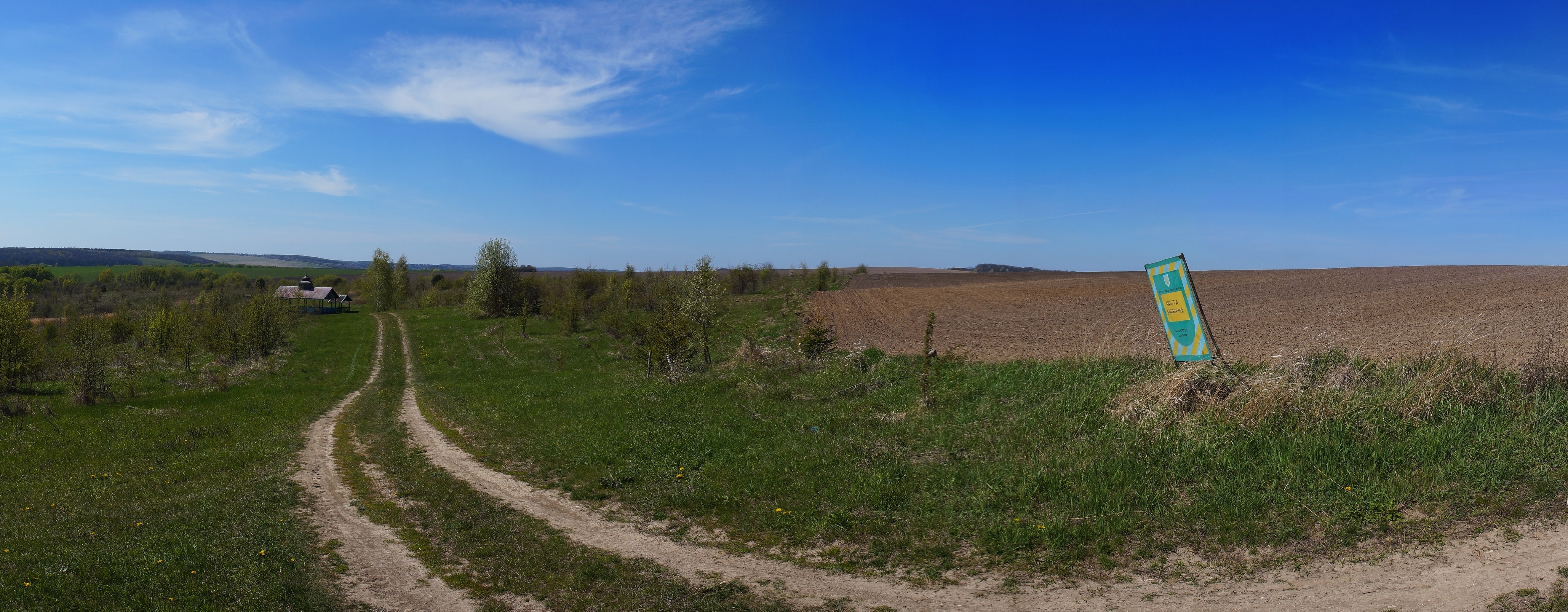
Охоронна таблиця біля джерела

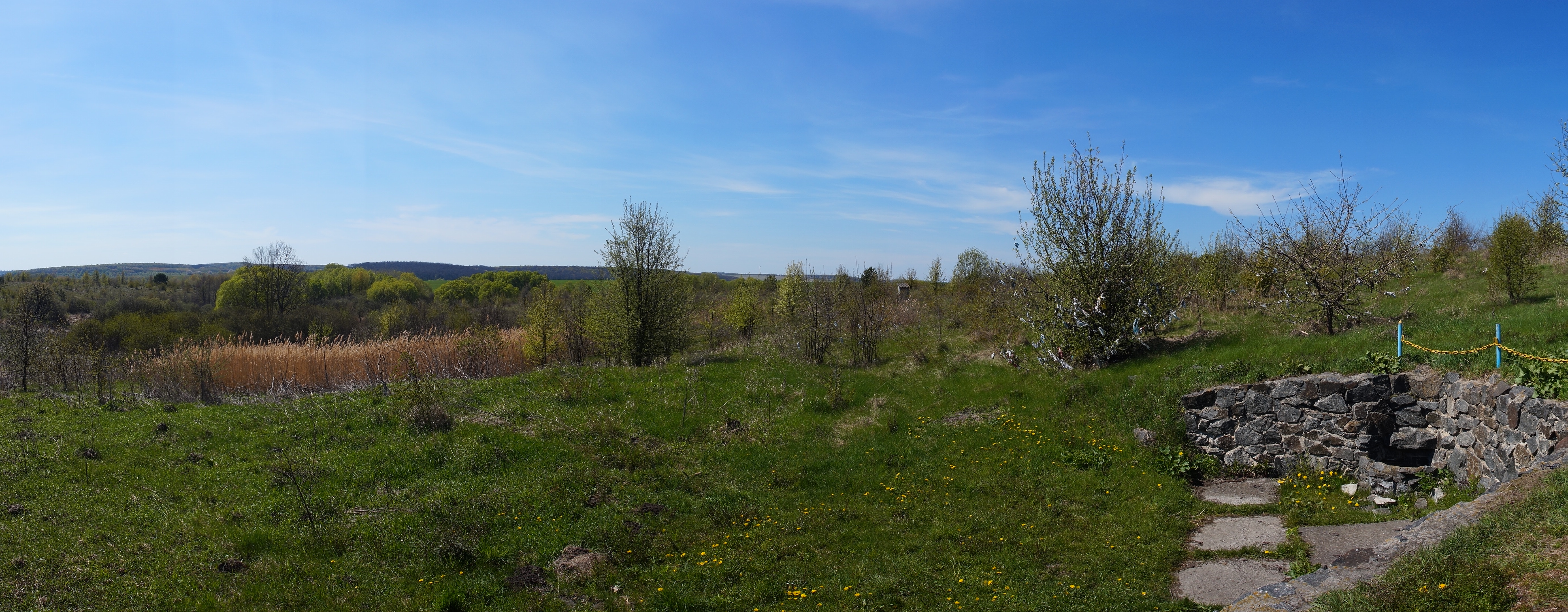
Прилегле болото